# 웃음 (소설)
웃음은 프랑스의 소설가 베르나르 베르베르의 장편 소설이다. 범죄 스릴러, 유머집, 역사 패러디의 속성을 혼합적으로 갖고 있는 독특한 작품으로 작품의 중심 소재는 유머의 생산과 유통이다. 이 책은 여기자 '뤼크레스 넴로드'가 다리우스의 죽음을 취재하며 생기는 내용을 썼다.

## 한국어판
한국에서는 장편 소설로서 총 2권으로 나뉘어 출판되었고, 책의 통역은 '이세욱'이 하였다. 출판사는 /열린 책들/이다.